# 岸田里佳
岸田 里佳（きしだ りか、1968年〈昭和43年〉3月8日 - ）は、日本の女優。
大阪府岸和田市出身。身長158cm。血液型はO型。プロダクション有機事務所に所属していたが2023年1月31日退所した。既婚。

## 人物
11歳のとき、ミヤコ蝶々主宰の「蝶々新芸スクール」児童部に入会し、大阪・南座の舞台でデビュー。翌年出演した、連続テレビ小説『虹を織る』にて注目を浴びる。
1985年、朝日放送『YOUごはんまだ?』にて「ICHIGOちゃん」のメンバー（ICHIGOちゃん18号）として出演。
1991年、スーパー戦隊シリーズ『鳥人戦隊ジェットマン』に鹿鳴館香 / ホワイトスワン役で出演。
1994年、実業家と結婚。1995年に長男、1999年に長女、2001年に次男を出産した。芸能活動を休業し、夫の仕事の関係で2003年に上海、2011年はアメリカへ移住していた。2004年の『ジェットマン』DVD化記念座談会へは上海から帰国して参加したという。15年ほど海外での暮らしを続け、2017年の帰国後は舞台女優として活動を再開した。日舞の師範名取の免許を持ち、着付けの資格も取得している。
2022年より『超獣戦隊ライブマン』のブルードルフィン/岬めぐみ役の森恵と共に「特撮美熟女部」へ新たに参加している。
特技は、日舞、三味線。

### 『ジェットマン』関連のエピソード
役柄がわからない状態でオーディションを受けており、自身で考案した変身ポーズを披露してほしいとの指示があった際には恥ずかしかったと述懐している。
鹿鳴館香のお嬢様キャラは自身とかけ離れており、内田さゆりの演じた早坂アコが素に近いと感じていた。そのため、劇中においてお嬢様キャラから恋愛感情へ移行する過程が難しかったという。
最も印象に残ったエピソードとして兼役で原始人リーカを演じた第26話を挙げている。普段の衣裳よりラフな格好を好むため、のびのび演じられて楽しかったという。
アフレコでそばをすする音がうまく出せず、共演者の成瀬富久が代わりに当てている。
親交の深い内田から「お姉さん」と呼ばれていた。1997年の『ビーロボカブタック クリスマス大決戦!!』では内田と再共演している。

## 出演

### テレビドラマ
- 連続テレビ小説「虹を織る」（1980年、NHK）[4]
- ドラマ人間模様 / 友だち（1987年、NHK） - 板倉可恵
- 独身送別会（1988年）
- スーパー戦隊シリーズ
  - 鳥人戦隊ジェットマン（1991年 - 1992年） - 鹿鳴館香 / ホワイトスワン、リーカ（第26話）[5][8]
  - 忍者戦隊カクレンジャー 第9話「ドッキリ生中継」（1994年） - レポーター
- はぐれ刑事純情派- 第5シリーズ 第18話「盗聴器を仕掛けた女ガテンギャルの犯罪」（1992年） - 吉岡秀美
- デパート!秋物語（1992年）
- 特捜ロボ ジャンパーソン 第25話「早撃ち王決定戦」（1993年） - 弓野美紗
- 土曜ワイド「一発逆転夫婦」
- お嬢談

### 映画
- 公園通りの猫たち（1989年）
- 暴太郎戦隊ドンブラザーズ THE MOVIE 新・初恋ヒーロー（2022年） - 結木かおり（配達先のおばさん） 役[9][10]

### CM
- バンダイ「ジェットマン 変身シリーズ」
- パンシロン 胃腸薬
- 松下電工 パワー歯ブラシ
- 不二家 食後のショコラ

### バラエティ
- YOUごはんまだ?（「ICHIGOちゃん」のメンバー）
- 土曜の朝に二人でブランチ（レポーター）

### オリジナルビデオ
- 正しい結婚の仕方
- ビーロボカブタック クリスマス大決戦!!（1997年） - 母親役

### 舞台
- クピドン時の冒険（1989年）
- 浅草公会堂　春謡會日舞公演（2017年～）
- 俺は三四郎（2017年）
- 有機座「不条理 劇集II」（2018年）
- 博品館劇場「三銃剣」（2018年）
- 有機座イベント公演「関係」（2018年）
- 有機座公演「最期の作戦行動」（2019年）

## 音楽

### シングル
- 誰もICHIGOがわからない（ICHIGOちゃん）（1985年12月21日、CBSソニー）
  - 作詞：森雪之丞、作曲：THE BADGE、編曲：水谷公生